# Copernicus Corporation
Copernicus Corporation – polskie wydawnictwo z siedzibą w Warszawie zajmujące się publikowaniem gier fabularnych i karcianych oraz książek science-fiction i fantasy. Przedsiębiorstwo powstało w roku 1995. Wydało grę RPG Cyberpunk 2020 (1995) i grę karcianą „Zakon iluminatów” (1996). Od 2000 publikuje książki z serii „Black Library” (Czarna Biblioteka) osadzone w uniwersum Warhammera Fantasy i Warhammera 40.000. Od 2005 jest również wydawcą drugiej edycji Warhammer Fantasy Roleplay. Copernicus Corporation został także wydawcą systemu Klanarchia, który ukazał się na rynku w 2009 roku. W listopadzie 2015 swoją premierę miała druga edycja systemu Dark Heresy, a w 2018 czwarta edycja Warhammer Fantasy Roleplay. 
Copernicus Corporation wydało łącznie 46 pozycji książkowych (stan na czerwiec 2006). Redaktorem naczelnym wydawnictwa jest Andrzej Karlicki.